# Jyoti Khuria
Jyoti Khuria è una suddivisione dell'India, classificata come nagar panchayat, di 4.945 abitanti, situata nel distretto di Mainpuri, nello stato federato dell'Uttar Pradesh. 